# Kanton Plonéour-Lanvern
 Plonéour-Lanvern is een kanton van het Franse departement Finistère. Het kanton maakt deel uit van het arrondissement Quimper.
In 2020 telde het 29.915 inwoners.

Het kanton werd gevormd ingevolge het decreet van 13 februari 2014, met uitwerking op 22 maart 2015, met Plonéour-Lanvern als hoofdplaats.

## Gemeenten
Het kanton omvat volgende gemeenten :
- Combrit
- Gourlizon
- Guiler-sur-Goyen
- Île-Tudy
- Landudec
- Peumerit
- Plogastel-Saint-Germain
- Plomeur
- Plonéour-Lanvern
- Plovan
- Plozévet
- Pouldreuzic
- Saint-Jean-Trolimon
- Tréguennec
- Tréméoc
- Tréogat